# Ванвир Сингх
Ванвир Сингх (1505—1540) — махараджа меварский. Племянник Санграма Сингха (сын его старшего брата Притхвираджа Сингха от наложницы). Совершил дворцовый переворот, заточил в тюрьму а затем убил своего двоюродного брата Викрамадитью, чтобы завладеть троном махараджи Мевара. Пытался также убить и другого своего двоюродного брата Удая, но кормилица Удая Панна Дай пожертвовала своим сыном Чанданом, чтобы спасти юного принца. Ванвир провозгласил себя махараджей Мевара, однако не был признан.
В 1540 году Удай Сингх II, до того момента тайно прятавшийся в Кумбхалгархе, был коронован махараджей Мевара. Затем он напал на Читтор с помощью своих сторонников ис Ахеем Раджем Сонгарой, правителем Пали и тестем Удай Сингха, и Кумпа Ратхором. Армии Ванвира и Удай Сингха встретились на поле битвы в Мавли (к юго-западу от Читторгарха). Ванвир потерпел сокрушительное поражение в битве. Неясно, был ли он убит во время битвы, отправлен в изгнание или казнён сразу после нее. Удай Сингх II был коронован двенадцатым махараджей Мевара.